# Bourg pourri

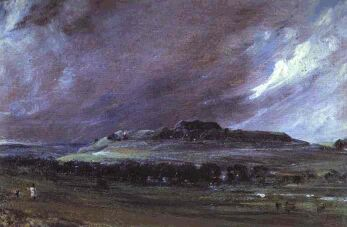
Old Sarum, tableau de John Constable (1829).

Un bourg pourri (en anglais rotten borough), ou bourg de poche (pocket borough), est une petite circonscription électorale qui, en Angleterre, en Grande-Bretagne, puis au Royaume-Uni jusqu'au XIXe siècle, permettait à des personnes aisées de devenir membre du Parlement en achetant les voix d'un très petit nombre d'électeurs.

## Description

### Causes
Ces localités, jadis importantes, mais qui s'étaient dépeuplées avec le temps, ne comptaient plus qu'un très petit nombre de propriétaires (et donc d'électeurs selon le système d'alors) ; mais ceux-ci conservaient leurs privilèges électoraux et vendaient leurs voix au plus offrant.
Les plus fréquemment cités sont Dunwich, dont la quasi-totalité du territoire avait été dévoré par la mer et dont l'unique électeur se vantait ouvertement de son statut privilégié, et Old Sarum qui comptait sept électeurs. Par contraste, les cités neuves comme Birmingham et Manchester n'avaient aucun représentant pour leurs dizaines de milliers d'habitants.

### Statut
Ces circonscriptions pouvaient être la propriété effective de grands propriétaires, résidents ou non dans la circonscription et pouvant même être membres de la Chambre des lords ou résider aux colonies, leur donnant une quasi-représentation ; des ministères, tels que ceux de l'Amirauté, pouvaient aussi en être les propriétaires, afin de pouvoir intervenir dans la fixation du budget, dans un contexte où la discipline de parti était rudimentaire.
Les propriétaires de ces bourgs pouvaient occuper la place de députés eux-mêmes, envoyer un homme de paille le faire à leur place ou bien louer la place.
Chateaubriand écrit : "Les gentlemen-farmers...Ils se tenaient assurés que la gloire de la Grande-Bretagne ne périrait point, tant qu'on chanterait God save the king, que les bourgs-pourris seraient maintenus..." (Mémoires d'outre-tombe, Liv.XII, chap. 5).

## Vers la suppression
Des hommes politiques comme Pitt l'Ancien (à Old Sarum), Burke (à Wendover) et Pitt le Jeune (à Appleby) profitèrent de ce régime.
L'acte de réforme de 1832, appelé premier Parliamentary Reform Act, mit un terme à ces abus en supprimant des circonscriptions dépeuplées, en créant des circonscriptions pour des villes ainsi qu'en retirant le droit de vote à des électeurs considérés comme plus susceptibles de subir des pressions en raison de leur pauvreté ou de leur dépendance.